# Platysenta dentistrigata
Platysenta dentistrigata là một loài bướm đêm trong họ Noctuidae.